# Знахар 2: Полювання без правил
Знахар — російський телесеріал 2011 року. Продовження серіалу Знахар

## Сюжет

### 1-ша серія
Хадид, брат Надир-Шаха хоче помститися за брата і вбити Знахаря. Для цього він наймає павука. Олеся признається йому у коханні. Марк, якому Знахар довіряє як собі, працює на людей Хадида. Марка шантажують і він вимушений вбити Знахаря, або вб'ють його сім'ю. Знахар попадає в аварію.

### 2-га серія
Проходить показовий похорон Знахаря, сам Разін в цей час лежить в лікарні. Павук тікає з цвинтаря. ФСБ вважають, що Павук не причетний до цього замаху. Костя тікає з лікарні до Вадима (однокурсника), який володіє клінікою пластичної хірургії.

### 3-тя серія
Павук обіцяє Хадіду вбити Разіна, який робить пластичну операцію.

### 4-та серія
Разін втікає від Вадима. Костя з'являється Олесі і зізнається в операції. Олеся каже, що Марк в усьому винен, але Костя їй не вірить і зустрічається з ним. Марк рятує Разіна в парку. По дорозі підстреленого в плече Знахара забирає Олеся. Марк забирає з полону свою сім'ю (Машу та доньку Яну). В їхньому будинку його вбивають. Бомжі по наказу Павука розкопують могилу Разіна і дізнаються що там нікого немає.

### 5-та серія
Олеся допомагає Разіну переховуватися.

### 6-та серія
Знахар отримує документи на ім'я Ільїн Костянтин. Костя прощається з Олесою і Вадимом і преїздить до Нижнеглебська. На вокзалі знайомиться з місцевим хлопцем Макаром, який працює на місцевого авторитета Кислого і вони разом рятують Тімура.

### 7-ма серія
Кислий хоче заволодіти фабрикою у Ніжнеглебську, він дозволяє Знахарю, який представляється Костянтин Московський жити вільно у місті. На фабриці готують людину-вбивцю.

### 8-ма серія
Журналістка допомагає Разіну взяти кров. Тимур і Макар працюють на Костю.

### 9-та серія
До будинку Знахаря приходить Батир. Костя за допомоги старого пропуску заходить у свою фірму. Журналістка допомагає йому встановити прослуховування в кабінеті у Кислого. Кислий директор фабрики. Вбивають Вадима.

### 10-та серія
Кислий приїжджає до брата (мера Ніжнеглебська). Ліза (журналістка) допомагає Знахарю.

### 11-та серія
Макар тікає, але потім повертається до Знахаря. Кислий приїхав в гості до Кості, і дав йому 3 дні на виселення. Ліза тікає і відмовляється від допомоги Знахаря.

### 12-та серія
Олесю обшукує ФСБ та ставить свої жучки. Костя напився. Люди Кислого взривають Лізу та її знайомого журналіста.

### 13-та серія
Олесю переслідує ФСБ, вона приїхала до Знахаря. Ліза жива.

### 14-та серія
Батир зізнається, що один з біороботів під номер 35 у професора Штерна, який нині працює у «Фарма-плюс».

### 15-та серія
Павук погрожую  Кислому. Разін з Олесею крадуть Штейна. Штейн зізнається, що Ліза жива. Павук приходить до Кислого і стає його охоронцем.

### 16-та серія
Знахар, Тимур та Макар ідуть на закинутий завод. Тимура вбивають, інших тримають у полоні. Штейн втік від Олесі. Хадид хоче купити товар у Кислого.

### 17-та серія
Кислий дізнається що Московський - Знахар. Батир приходить до Макара. Штерн отримує наказ зробити з Знахаря біоробота.

### 18-та серія
ФБР переслідує Кислого, Костя стає біороботом. Ліза знаходить Знахаря.

### 19-та серія
Батир з Лізою намагаються спасти Костю, але він тікає, вбиває губернатора і покінчує з життям. ФСБ в морзі не знайшли Знахаря. Живий Костя зателефонував Лізі і сказав, що з ним все добре.

### 20 серія
Ліза вбиває Кислого, Павука за допомоги Знахаря ловлять ФСБ. Машина з Хадидом вибухає. Знахар отримує нові документи.

## В головних ролях
- Знахар (нове обличчя)— Андрій Смелов;
- Знахар — Армандс Нейландс-Яунземс;
- Олеся — Дарія Волга;
- Ліза — Марія Горбань;
- Кислий — Олександр Яцко;
- Штерн — Констянтин Желдин;
- Батир — Ігор Міркубанов;
- Павук — Дитро Комов;
- Вадим — Олександр Носік;
- Тимур — Олексій Ошурков;
- Макар — Антон Колесніков.